# Régine (film, 1956)
Pour les articles homonymes, voir Régine (homonymie).
Pour plus de détails, voir Fiche technique et Distribution.
Régine (titre original : Regine) est un film allemand réalisé par Harald Braun et sorti en 1956.

## Synopsis
Martin Lundt, jeune héritier de l'entreprise sidérurgique familiale, tombe amoureux de Régine Winter, servante de la famille, et l'épouse contre l'avis de ses parents. Bientôt, des rumeurs totalement infondées circulent quant à l'infidélité de Régine et les soupçons hantent Martin, entraînant le délitement du jeune couple...

## Fiche technique
- Titre : Régine
- Titre original : Regine
- Réalisation : Harald Braun
- Scénario : Erika Mann, Juliane Kay, Jacob Geis d'après la nouvelle Regine de Gottfried Keller
- Musique : Mark Lothar
- Photographie : Helmuth Ashley
- Son : Hans Wunschel
- Montage : Claus von Boro
- Décors : Robert Herlth, Kurt Herlth
- Pays d'origine :  Allemagne de l'Ouest
  - Langue : allemand
  - Début des prises de vue : 4 novembre 1955
  - Extérieurs : Château de Sandfort (Olfen, Rhénanie-du-Nord-Westphalie)
- Producteur : Harald Braun
- Société de production : NDF (Neue Deutsche Filmgesellschaft)
- Société de distribution : Europa-Filmverleih
- Format : noir et blanc — 35 mm — 1.37:1 — monophonique
- Genre : Film dramatique
- Durée : 107 minutes
- Date de sortie : 23 février 1956 en Allemagne

## Distribution
- Johanna Matz : Régine
- Erik Schumann : Martin Lundt
- Horst Buchholz : Karl Winter
- Viktor Staal : Friedrich Wendland
- Käthe Dorsch : Thérèse Lundt
- Rudolf Forster : Hansen
- Gustav Knuth : Winter père